# Stochov
Stochov (Duits: Stochau) is een Tsjechische stad en gemeente in de regio Midden-Bohemen en maakt deel uit van het district Kladno.
Stochov telt 5341 inwoners (2023).

## Geografie
De gemeente Stochov bestaat uit de volgende plaatsen:
- Stochov;
- Honice;
- Čelechovice.

## Etymologie
De naam Stochov is afgeleid van de persoonsnaam Stoch en betekent Hof van Stoch. In historische bronnen komt de naam in de volgende vormen voor: in Stochowie (1324), de Stochowa (1330), Stochow (1352-1367), Sthochow (1399 tot ongeveer 1405), Stochow (1545) en onder Stochow (1582).

## Geschiedenis
In de Tsjechische kroniek vermeldde Václav Hájek van Libočany Stochov in 870 als een versterkte nederzetting (heuvelfort). De eerste schriftelijke vermelding in officiële stukken dateert echter van 1324.
In 1591 werd Stochov aangekocht door Jaroslav Bořita van Martinic en behoorde het toe aan de familie Martinic. Stochov bleef in handen van de familie tot aan de afschaffing van het feodalisme in 1848.
Sinds 1960 is Stochov een zelfstandige gemeente binnen het district Kladno. In 1967 kreeg het dorp de status van stad.

## Sport
Er is een voetbalvereniging met eigen stadion in de stad.

## Verkeer en vervoer

### Autowegen
Er leiden verschillende regionale wegen naar de stad. Snelweg D6 doorkruist de gemeente en verbindt Stochov met Praag enerzijds en Karlsbad anderzijds.

### Spoorlijnen
Stochov heeft een station aan spoorlijn 120 en 124 Praag - Rakovník. De lijn is een enkelsporige lijn waarop het vervoer in 1863 begon. Tot 1960 heette het station Lány. In 1930 werd in het station een presidentiële suite voor Tomáš Masaryk ingericht, die behouden is en opengesteld voor het publiek.

### Buslijnen
Er halteren diverse buslijnen in de stad die Stochov verbinden met onder meer Kladno, Nové Strašecí, Praag, Rakovník en Slaný.

## Bezienswaardigheden
- Sint-Wenceslauskerk;
- Standbeeld van Sint Wenceslaus.

## Partnersteden
- Saarwellingen,  Duitsland
- Bourbon-Lancy,  Frankrijk

## Galerĳ

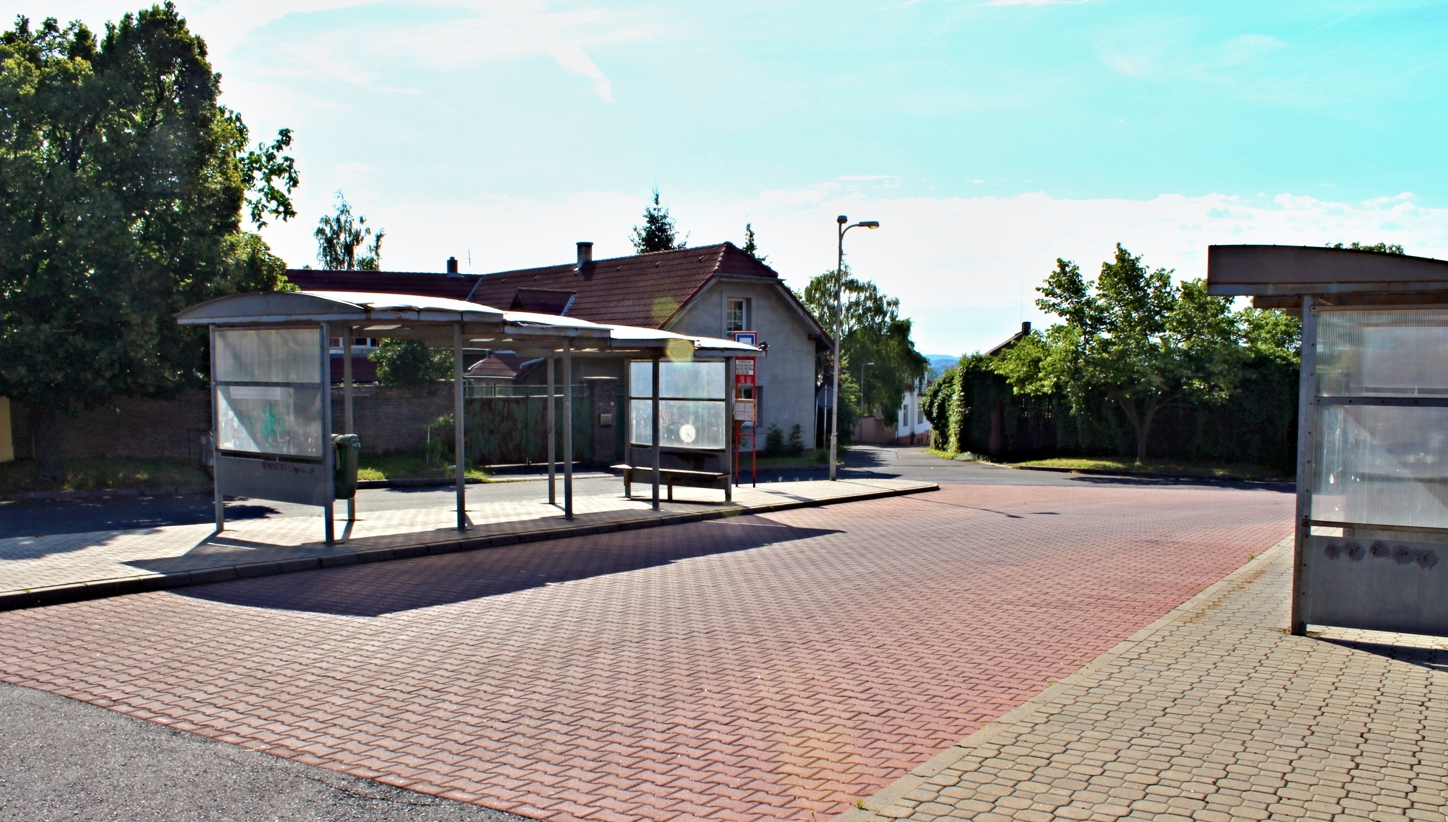
Bushalte in de stad
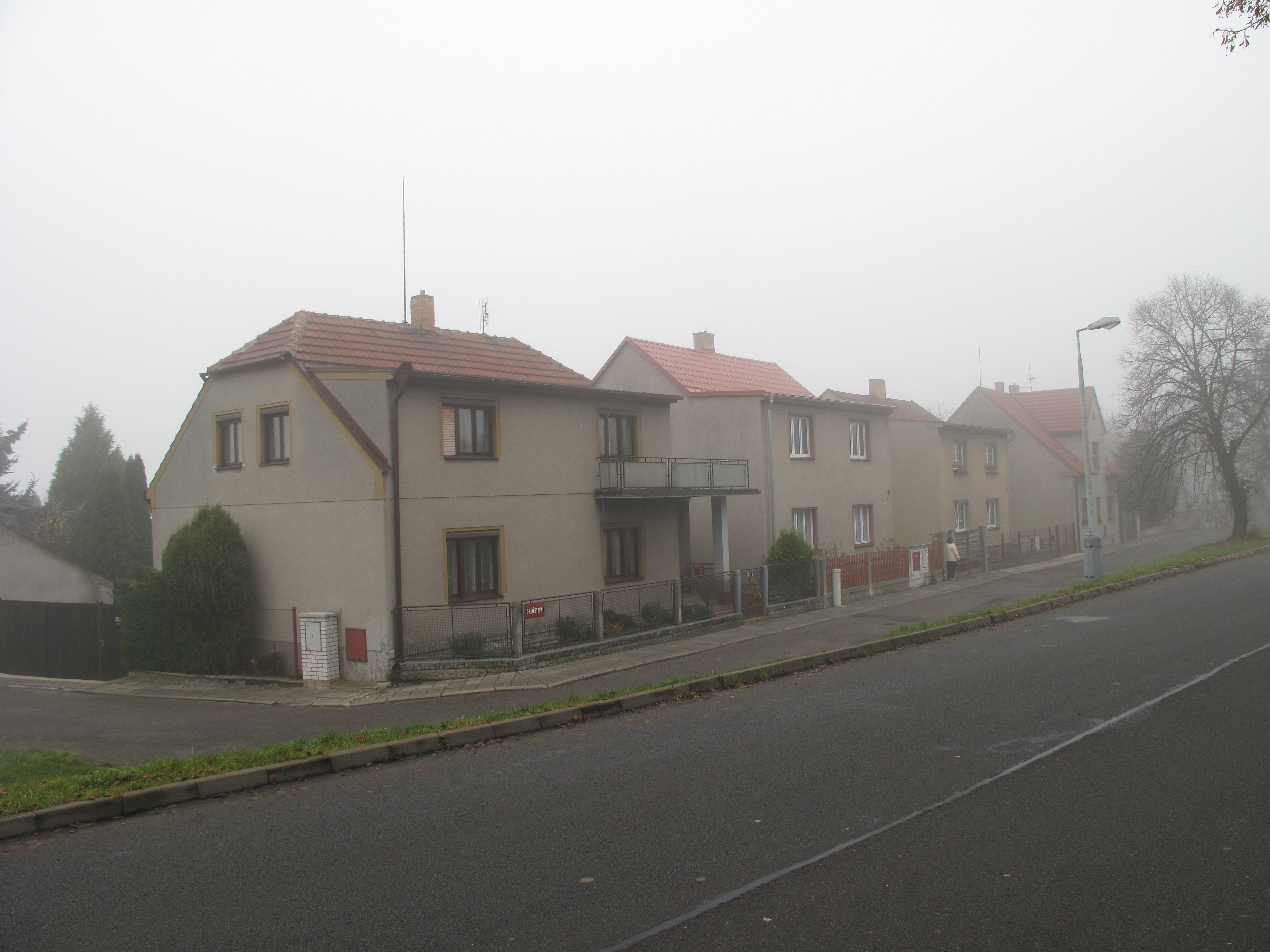
Straat in Stochov
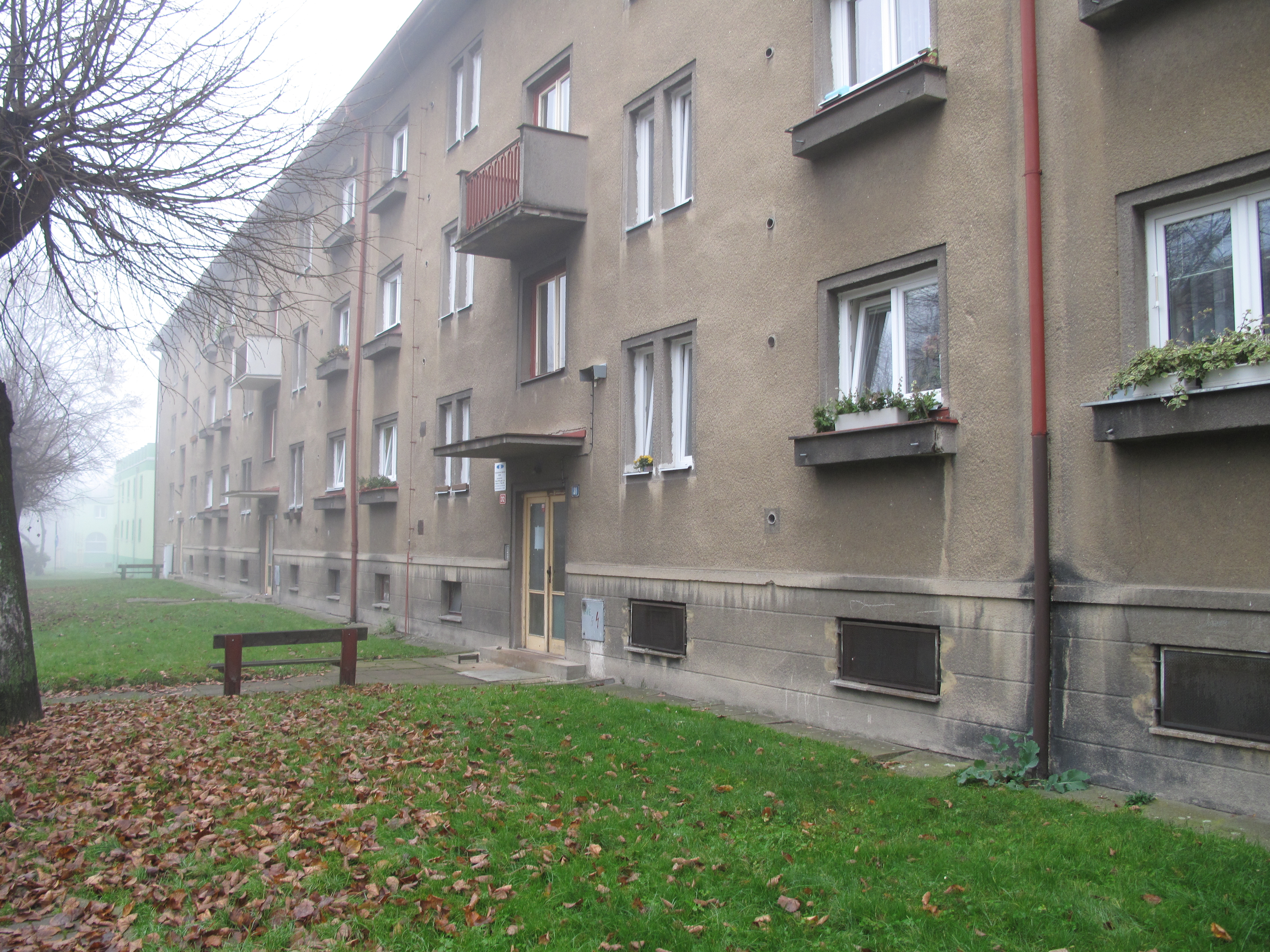
Hoogbouw in Stochov
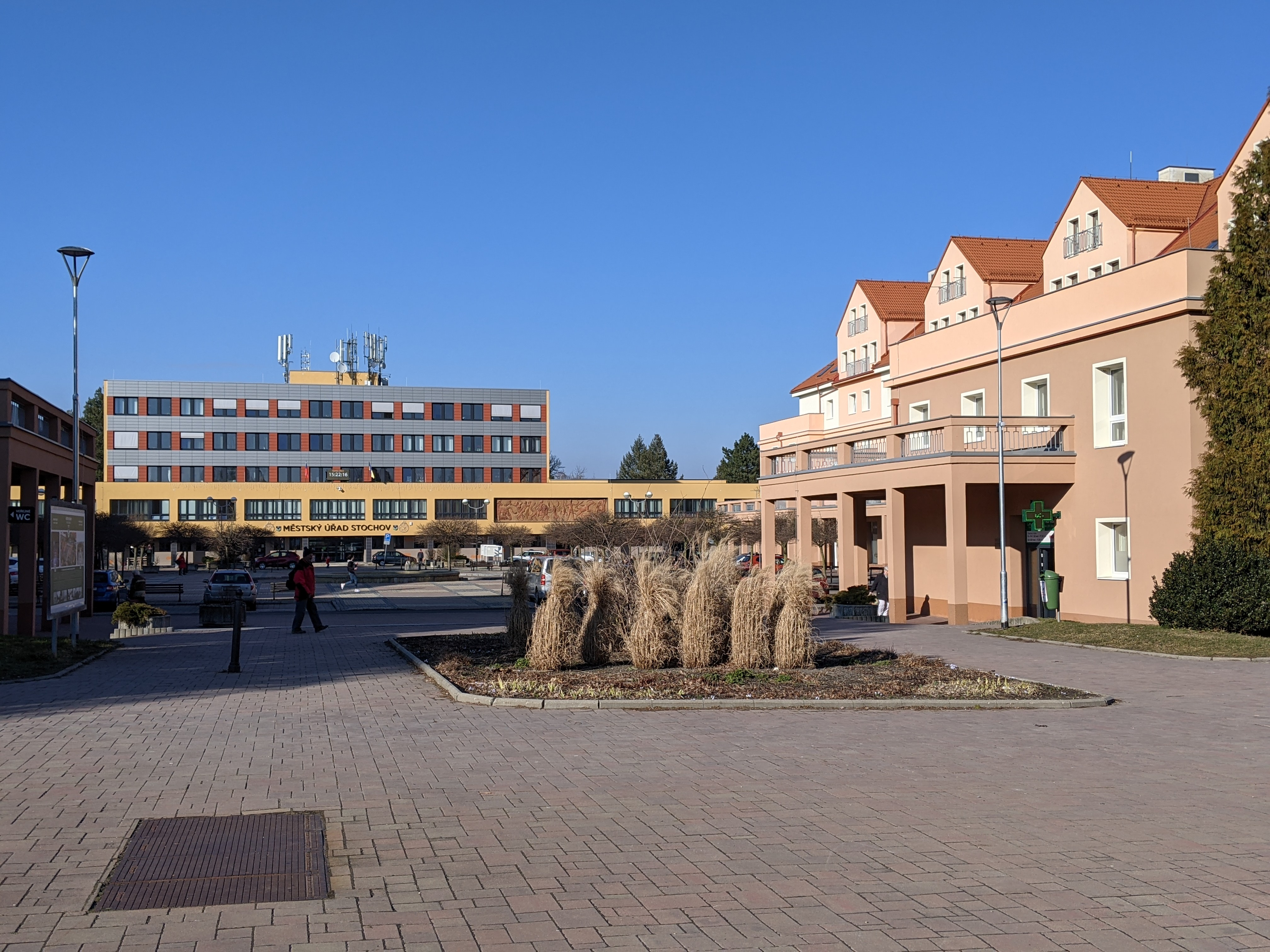
Vredesplein nabij het gemeentehuis
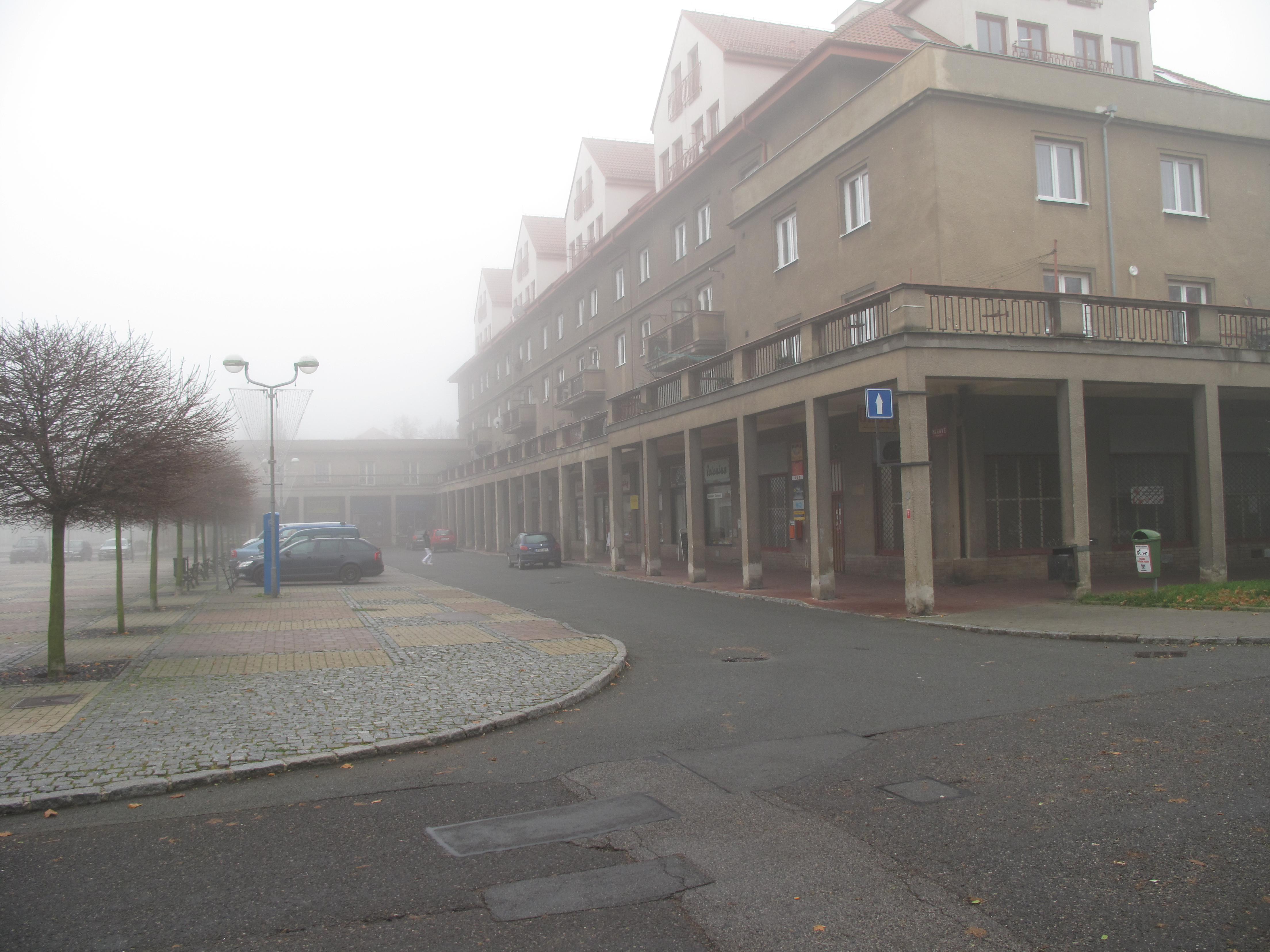
Stadsplein
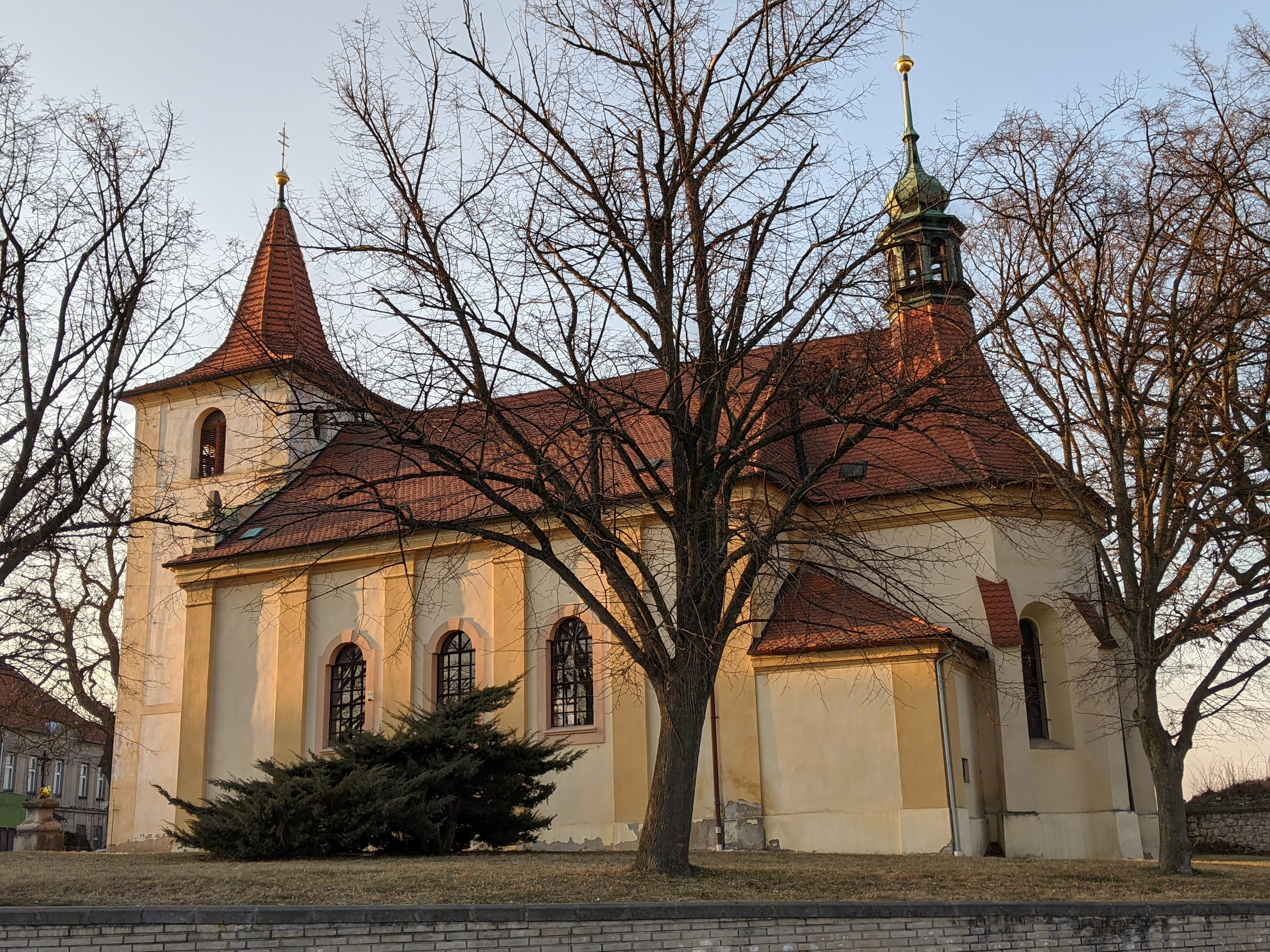
Sint-Wenceslauskerk